# Tills alla dör
Tills alla dör är en bok av Diamant Salihu utgiven 2021 på förlaget Mondial.

## Bokens innehåll
Boken är en berättelse om, och kartläggning av, Rinkebykonflikten, gängkriget mellan Shottaz och Dödspatrullen. Konflikten tog sin början sommaren 2015 och hade fram till april 2021 lett till att ett tiotal personer har mördats.

## Mottagande
Boken beskrevs av Expressens Victor Malm som en "djupt imponerande prestation", där en omfattande research kombineras med "en intelligent hybrid av berättande journalistik och samhällsanalys".
I DN beskrevs boken som "en detaljerad och drabbande skildring av gängvåldet tecknad i grått. En oumbärlig bok för den som åtminstone vill försöka förstå varför pojkar skjuter varandra".
Boken har även recenserats i bland annat Dagens Industri, Göteborgs-Posten, SVT, Svenska Dagbladet och Aftonbladet, och låg på tredje plats i Svensk Bokhandels topplista för Facklitteratur i april 2021.
I juni 2021 kritiserades boken i en recension i Nyhetsbyrån Järva, där recensenten framförde att Salihu inte tagit hänsyn till de kulturrasistiska föreställningar som dominerat debatten om kriminalpolitiken.

## Priser
Salihu tilldelades Guldspaden 2021 för bästa gräv inom kategori bok för boken.

## Utgåva
- 2021 – Salihu, Diamant. Tills alla dör. Stockholm: Mondial. Libris 4hc68rw228hmt97m. ISBN 9789189061842